# Billaea trivittata
Billaea trivittata är en tvåvingeart som först beskrevs av Charles Howard Curran 1929.  Billaea trivittata ingår i släktet Billaea och familjen parasitflugor.
Artens utbredningsområde är Ontario. Inga underarter finns listade i Catalogue of Life.